# 阿拉伯伊斯兰共和国
阿拉伯伊斯蘭共和國（阿拉伯語：الجمهورية العربية الإسلامية）是1974年，由利比亞阿拉伯共和國革命指導委員會主席穆阿邁爾·格達費與突尼西亞第一共和國總統哈比卜·布爾吉巴共同商定的擬議國家。

## 歷史

### 背景
1946年，第二次世界大戰結束，聯合王國與法蘭西第四共和國受戰爭影響，無力管轄殖民地，位於中東與北非的殖民地開始相繼獨立。後續受泛阿拉伯民族主義的影響與埃及阿拉伯革命等因素，統一阿拉伯成為一股新思想潮流，這股新潮流促成了阿拉伯世界政治聯盟的產生，其中就包括阿拉伯伊斯蘭共和國。

### 傑爾巴宣言
1974年1月11日，利比亞阿拉伯共和國革命指導委員會主席穆阿邁爾·格達費拜訪突尼西亞第一共和國，並與總統哈比卜·布爾吉巴在傑爾巴島會晤，雙方商定組成阿拉伯伊斯蘭共和國，並由布爾吉巴擔任總統，格達費擔任副總統，阿卜杜勒·薩拉姆·賈盧德（時任利比亞總理）擔任總理，穆罕默德·馬斯穆迪（時任突尼西亞總理）擔任副總理。在都同意的狀態下，雙方簽署《傑爾巴宣言》，原定計畫在兩國舉行全民公投後正式成立。

### 傑爾巴宣言的失敗
突尼西亞政府原訂提前舉行全民公投，但由於《突尼西亞共和國憲法》中沒有關於舉行全民公投的條款，因此被推遲。最終，該協議在遭到以總理赫迪·阿馬拉·努伊拉為首的多位突尼西亞政客的否決後宣告無效，布爾吉巴也投了棄權票。協議的無效導致布爾吉巴和卡扎菲之間的關係緊張。

## 外部連結
- Newspaper bulletin for the referendum on the Arab Islamic Republic
- Map of the Arabic Islamic Republic